# 日本バトントワリング協会
特定非営利法人日本バトントワリング協会（にほんバトントワリングきょうかい）はバトントワリングを統括する団体である。

## 沿革
- 1982年6月 - バトン・チアー普及会設立
- 2001年8月 - 日本バトントワリング協会設立
- 2002年7月 - NPO法人化

## 大会
- 全日本バトン選手権大会
- バトンフェスティバル BATON UP